# Miocardio
El miocardio (mio: músculo y cardio: corazón) es el tejido muscular del corazón, encargado de bombear la sangre por el sistema circulatorio mediante su contracción. El miocardio está formado por cardiomiocitos individuales, pero que en su función actúan como un sincitio.

El músculo cardíaco funciona involuntariamente, y por esto no se puede regular voluntariamente el ritmo cardíaco. Es un músculo donde la despolarización tiene origen en las mismas células cardíacas, es decir, es autoexcitable (despolarización miogénica).

En las aurículas, las fibras musculares miocárdicas se disponen en haces que forman un verdadero enrejado y sobresalen hacia el interior (endocardio) en forma de relieves irregulares. El miocardio alcanza su mayor espesor en los ventrículos, que están encargados de bombear la sangre.

El miocardio contiene una red abundante de capilares indispensables para cubrir sus necesidades energéticas.

## Relación con otras capas
- El endocardio es la capa más interna y forma el revestimiento interno de las aurículas y los ventrículos. Está adherido al miocardio.
- El epicardio es una membrana serosa, es la capa visceral que está pegada a la superficie del corazón. Esta capa visceral junto con la lámina parietal forma el saco del pericardio.

## Composición

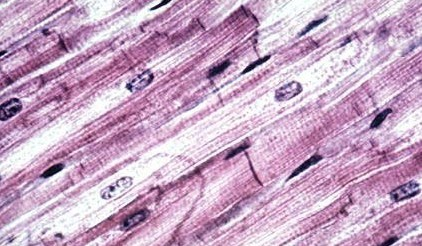
Músculo cardíaco. Se distinguen los discos intercalares como líneas transversales oscuras entre cada célula. Microscopio óptico.

Un análisis cualitativo, de una muestra de tejido miocárdico presenta: cardiomiocitos, progenitores cardíacos adultos, fibroblastos, endoteliocitos capilares, células musculares lisas, gliocitos y leucocitos residentes dentro del tejido.

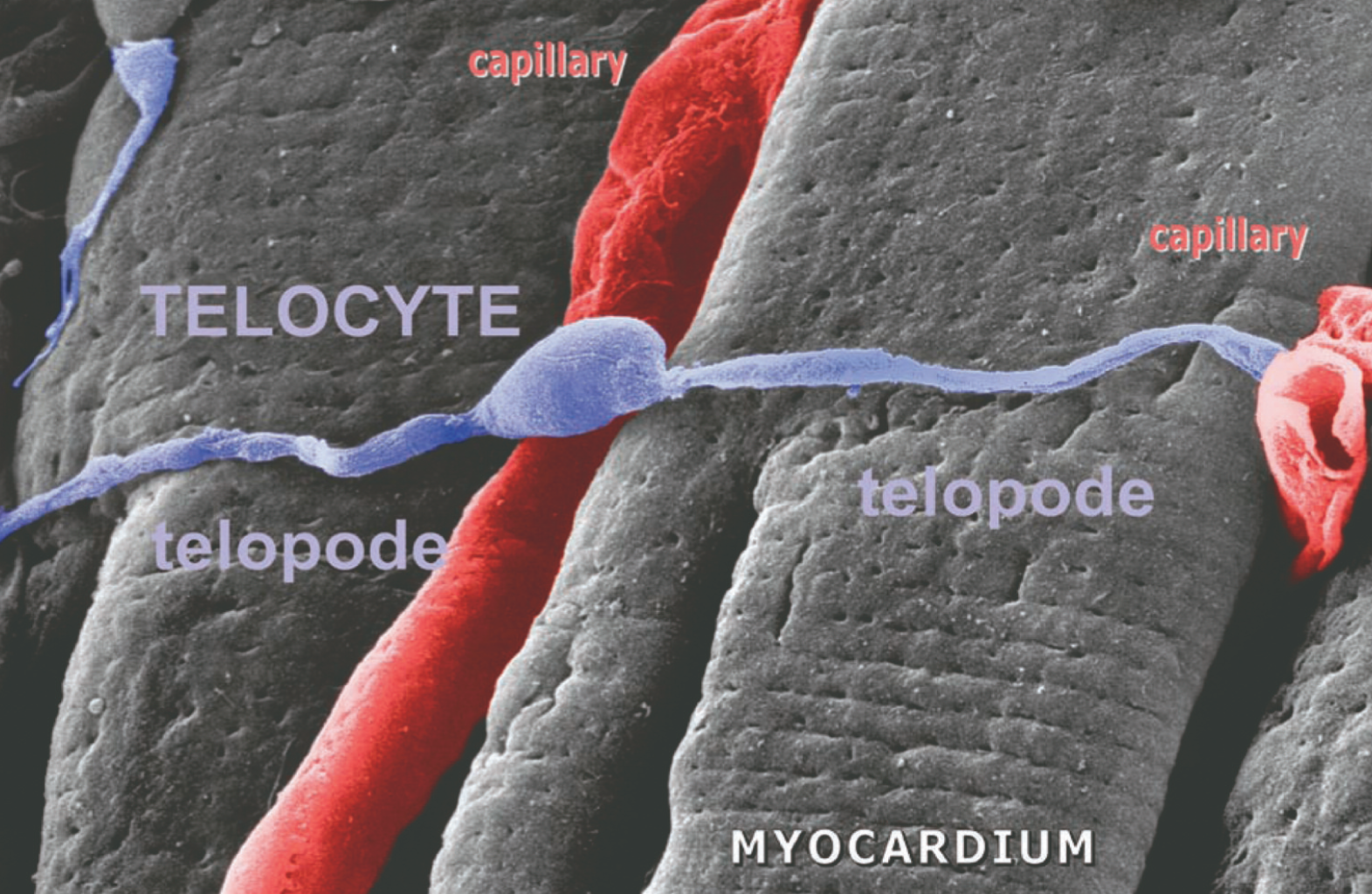
Miocardio 3D. Cardiomiocitos (en gris). Capilares (en rojo). Microscopía electrónica de barrido (SEM).

El miocardio está compuesto por células especializadas los cardiomiocitos que cuentan con una capacidad que no tiene otro tipo de tejido muscular del cuerpo: puede llevar la conducción eléctrica del potencial de acción. Además, algunas de las células tienen la capacidad de generar un potencial de acción, conocido como automaticidad del músculo cardíaco.

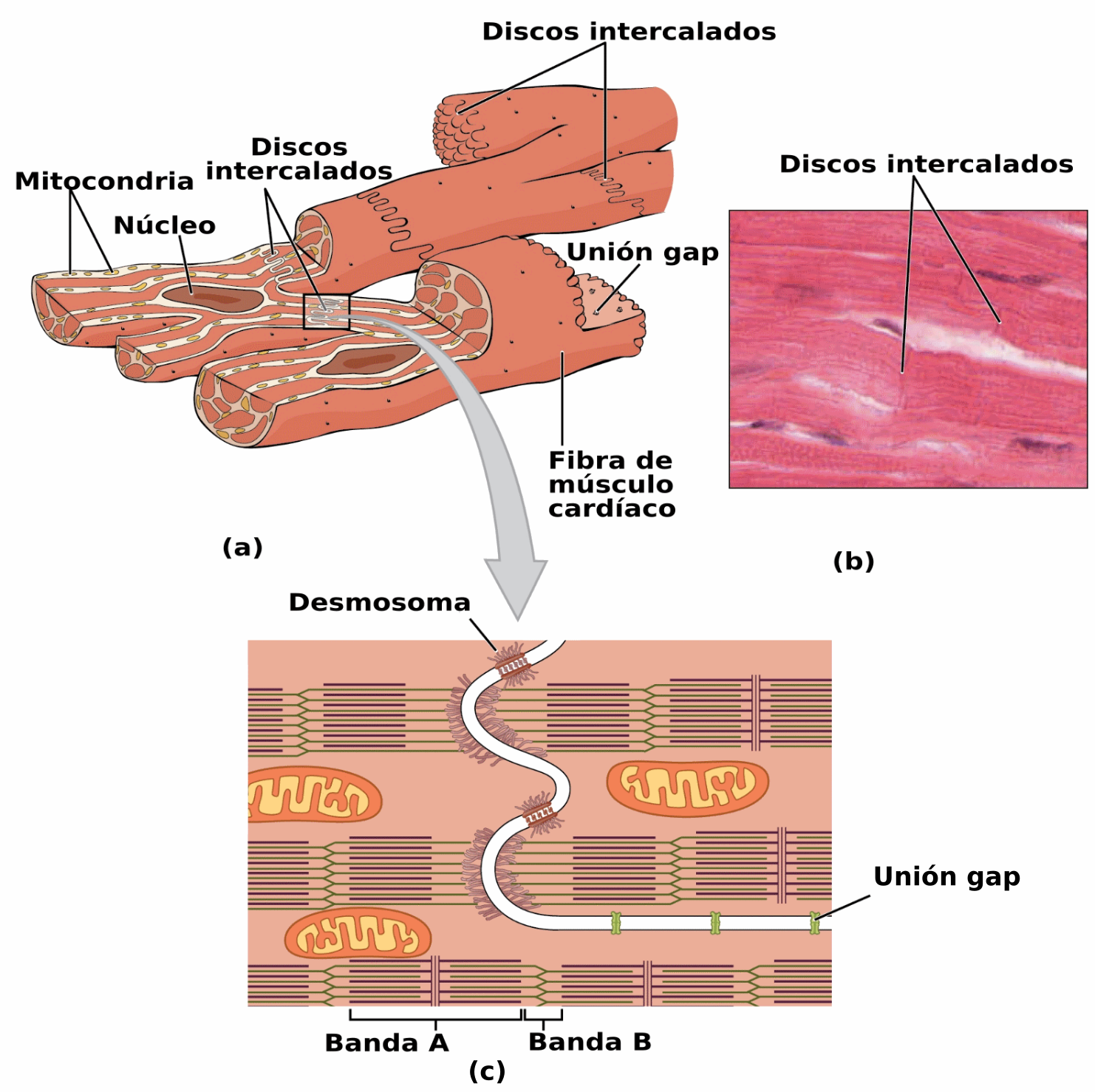
Fibras.

El miocardio está sujeto a dos subconjuntos eléctricos de control. El control eléctrico de primer orden del miocardio se deriva del nodo sinusal. La propagación del control de primer orden del nodo sinusal está estrechamente ligada a descargas del sistema parasimpático. El control eléctrico de segundo orden del miocardio está bajo control de la influencia simpática, de los nervios de los ganglios vertebrales y del nervio vago.

Las fibras estriadas y con ramificaciones del miocardio forman una red interconectada en la pared del corazón. El músculo cardíaco se contrae automáticamente a su propio ritmo, de 60 a 100 veces por minuto.

## Fisiología del miocardio
El tejido cardiaco se comporta como un sincitio, es decir, siendo un tejido (multicelular), se comporta en el momento de la contracción como una sola célula.
El miocardio es un tejido excitable y presenta 5 propiedades fundamentales:
- Excitabilidad (Función batmotrópica) La excitabilidad es una propiedad común de las neuronas y los cardiomiocitos. Es la capacidad de las células de transmitir un potencial de acción.
- Automatismo (Función cronotrópica) El corazón genera los impulsos que producen su contracción. El automatismo es una propiedad intrínseca de las células contráctiles del corazón, que está modulada por factores extrínsecos como la inervación vegetativa, hormonas, iones, temperatura. La prueba más evidente del automatismo cardíaco es que el corazón aislado y perfundido con soluciones salinas adecuadas sigue contrayéndose rítmicamente.
- Conducción de impulsos (Función dromotrópica). Los impulsos generados por los cardiomiocitos del marcapasos del nodo sinoatrial son conducidos por medio del Sistema de conducción eléctrica del corazón. El dromotropismo indica la capacidad del miocardio para conducir estos impulsos.
- Contractilidad (Función inotrópica). La contractilidad del miocardio indica el grado de fuerza que este puede ejercer, para vencer la resistencia vascular.
- Relajación (Función lusitrópica). La relajación del miocardio es otra propiedad intrínseca. La misma se realiza de forma activa, consumiendo energía (20%) para bombear el calcio hacia el retículo sarcoplasmático..

## Patología
Miocardiopatía. La miocardiopatía es un término médico que significa enfermedad del músculo cardíaco, es decir el deterioro de la función del miocardio. Los pacientes con miocardiopatía, con frecuencia presentan riesgo de arritmias o paro cardíaco. En 1995 los parámetros de la OMS clasificaban a las miocardiopatías en dos grupos generales: miocardiopatías extrínsecas e intrínsecas.
- Miocardiopartías extrínsecas. La mayoría de las miocardiopatías son extrínsecas, es decir, aquellas en que la patología primaria se encuentra fuera del miocardio. Las enfermedades que afectan indirectamente al miocardio, incluyen las que son consecuencia de isquemia cardíaca, de valvulopatías o de hipertensión arterial.
- Miocardiopartías intrínsecas. Una cardiopatía intrínseca es una debilidad en el músculo del corazón que no es causada por una causa externa identificable. Existen varios tipos de miocardiopatías intrínsecas: miocardiopatía dilatada (MCD), miocardiopatía hipertrófica (MCH), cardiomiopatía o displasia arritmogénica ventricular derecha (CAVD o DAVD), miocardiopatía espongiforme y canalopatías irónicas.

Infarto agudo de miocardio. La irrigación sanguínea del miocardio es llevada a cabo por las arterias coronarias. La obstrucción de las arterias coronarias por arterioesclerosis y/o trombosis puede llevar a la isquemia cardíaca. La isquemia persistente del miocardio provoca el infarto agudo de miocardio con muerte de la fibra muscular contráctil del corazón. La capacidad de auto regeneración del miocardio es limitada, luego de dañado por un infarto. Frecuentemente la lesión extensa del miocardio culmina en insuficiencia cardíaca congestiva irreversible.
Miocarditis. Ciertos virus conducen a la inflamación del miocardio o miocarditis.
Insuficiencia cardíaca. La incapacidad del  corazón para contraerse correctamente se llama  insuficiencia cardíaca, aunque el término apropiado para esta condición es fallo del miocardio. La insuficiencia cardíaca es un término general y puede deberse a muchas causas, fallo del miocardio, enfermedad cardíaca valvular, etc. El resultado común  es la incapacidad del corazón de mantener la presión ventricular de llenado normal. El fallo del miocardio que da por resultado insuficiencia cardíaca ocasiona una esperanza de vida acortada y disminución de la calidad de vida.

## Recambio celular en el miocardio

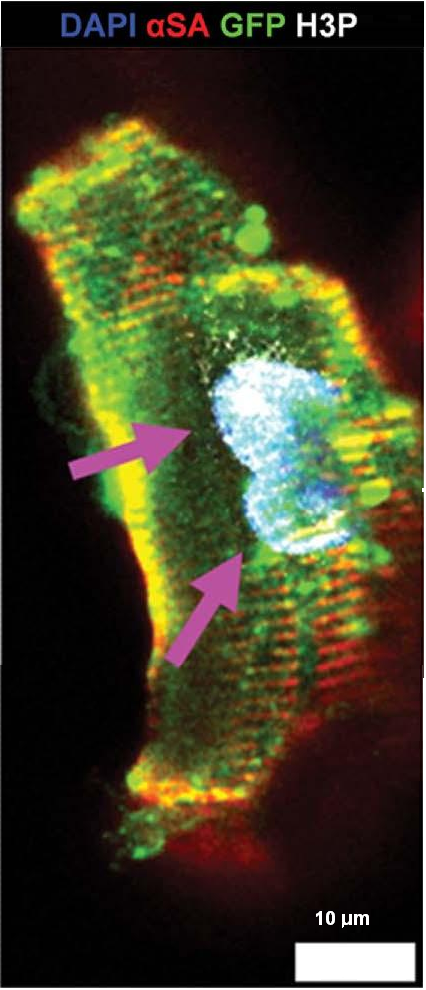
Cardiomiocito endógeno residente, en fase de cariocinesis. Se observan dos núcleos en una misma célula (flechas). Microscopía confocal. Inmunohistoquímica.

Durante mucho tiempo se pensó que los cardiomiocitos de mamíferos se  diferenciaban de manera terminal y luego no podían proliferar. 
La capacidad de las células madre unipotentes para trans-diferenciarse en miocitos cardíacos, ha cambiado la creencia de que el miocardio es un órgano diferenciado y terminal (sin ciclo celular).
El recambio de los cardiomiocitos ocurre mediante la proliferación de los cardiomiocitos residentes y muestra una tasa de aproximadamente 1.3-4 % por año.

Luego de un infarto miocárdico, en el corazón adulto joven el pool de cardiomiocitos residentes cíclicos, se incrementa por su proliferación en número.

## Trasplante celular de miocardio
La reparación cardíaca basada en células, ofrece la promesa de reconstruir el miocardio lesionado a partir de sus componentes.

Los cardiomiocitos maduros tienen una capacidad de regeneración limitada, en contraste con las células madre pluripotentes, que pueden ser una fuente para la generación de nuevos cardiomiocitos.

Las  células madre pluripotentes trasplantadas, tienen la tendencia a formar teratomas y cardiomiocitos en varias etapas de diferenciación, lo cual es un obstáculo importante, todavía no superado, para el trasplante. Con el uso de células de médula ósea primarias, no hay efectos secundarios importantes relacionados con las células madre, especialmente sin arritmias cardíacas y sin inflamación.
Los mecanismos propuestos para la acción de las células madre en el miocardio humano serían: la transdiferenciación celular, la fusión celular, la activación de células madre cardiacas intrínsecas y los efectos parácrinos mediados por citoquinas y factores de crecimiento, involucrados en la supervivencia, proliferación y migración celular.